# Persone di nome Kelvin
| Questa pagina contiene informazioni ricavate automaticamente dalle voci biografiche con l'ausilio del template Bio e di un bot. L'aggiornamento è periodico e automatico e ricostruisce completamente la pagina. Se manca una persona in questa lista, sei pregato di non aggiungerla, ma accertati piuttosto che la sua voce biografica contenga il template Bio e che i dati anagrafici siano correttamente compilati. Se il template Bio manca, inseriscilo tu stesso o, in alternativa, metti l'avviso {{tmp\|Bio}} che ne segnala la mancanza. Se i dati riportati sono sbagliati, correggi direttamente la voce biografica; le modifiche saranno visibili in questa lista entro pochi giorni. Per chiarimenti vedi il progetto antroponimi. La lista contiene solo le 55 persone che sono citate nell'enciclopedia e per le quali è stato implementato correttamente il template Bio. Pagina aggiornata al 7 mar 2025. |

Questa è una lista di persone presenti nell'enciclopedia che hanno il nome Kelvin, suddivise per attività principale.

## Allenatori di calcio(1)
- Kelvin Davis, allenatore di calcio e ex calciatore inglese (Bedford, n. 1976)

## Allenatori di pallacanestro(1)
- Kelvin Sampson, allenatore di pallacanestro statunitense (Laurinburg, n. 1955)

## Artisti marziali misti(1)
- Kelvin Gastelum, artista marziale misto statunitense (San Jose, n. 1991)

## Attori(1)
- Kelvin Harrison Jr., attore statunitense (New Orleans, n. 1994)

## Calciatori(23)
- Kelvin Amian, calciatore francese (Tolosa, n. 1998)
- Kelvin Arase, calciatore austriaco (Benin City, n. 1999)
- Kelvin Barclay, ex calciatore trinidadiano (Port of Spain, n. 1945)
- Kelvin Boateng, calciatore ghanese (Accra, n. 2000)
- Kelvin Etuhu, ex calciatore nigeriano (Kano, n. 1988)
- Kelvin Jack, ex calciatore trinidadiano (Arima, n. 1976)
- Kelvin John, calciatore tanzaniano (Morogoro, n. 2003)
- Kelvin Kalua, calciatore malawiano (Malawi, n. 1999)
- Kelvin Giacobe Alves dos Santos, calciatore brasiliano (Ibarama, n. 1997)
- Kelvin Leerdam, calciatore olandese (Paramaribo, n. 1990)
- Ryan Liddie, calciatore anguillano (Basseterre, n. 1981)
- Kelvin Madzongwe, calciatore zimbabwese (n. 1992)
- Kelvin Mateus de Oliveira, calciatore brasiliano (Curitiba, n. 1993)
- Kelvin Matute, calciatore camerunese (Buéa, n. 1988)
- Kelvin Maynard, calciatore surinamese (Paramaribo, n. 1987 - Amsterdam, † 2019)
- Kelvin Morgan, calciatore gibilterriano (Gibilterra, n. 1997)
- Kelvin Mutale, calciatore zambiano (Lusaka, n. 1969 - Oceano Atlantico, † 1993)
- Kelvin Ofori, calciatore ghanese (Kumasi, n. 2001)
- Kelvin Pires, calciatore capoverdiano (n. 2000)
- Kelvin Sebwe, ex calciatore liberiano (Monrovia, n. 1972)
- Kelvin Wilson, ex calciatore inglese (Nottingham, n. 1985)
- Kelvin Yeboah, calciatore ghanese (Accra, n. 2000)
- Kelvin Yondani, calciatore tanzaniano (Dar es Salaam, n. 1984)

## Canoisti(1)
- Kelvin Graham, ex canoista australiano (n. 1964)

## Cardinali(1)
- Kelvin Edward Felix, cardinale e arcivescovo cattolico dominicense (Roseau, n. 1933 - Castries, † 2024)

## Cestisti(10)
- Kelvin Cato, ex cestista statunitense (Atlanta, n. 1974)
- Kelvin Gibbs, ex cestista statunitense (Bellflower, n. 1978)
- Kelvin Lewis, ex cestista statunitense (Dallas, n. 1988)
- Kelvin Martin, cestista statunitense (Adel, n. 1989)
- Kelvin Parker, ex cestista statunitense (Raytown, n. 1982)
- Kelvin Peña, cestista dominicano (San Felipe de Puerto Plata, n. 1980)
- Kelvin Ransey, ex cestista statunitense (Toledo, n. 1958)
- K.C. Rivers, cestista statunitense (Charlotte, n. 1987)
- Trent Tucker, ex cestista statunitense (Tarboro, n. 1959)
- Kelvin Upshaw, ex cestista e allenatore di pallacanestro statunitense (Chicago, n. 1963)

## Danzatori(1)
- Kelvin Coe, danzatore australiano (Melbourne, n. 1946 - Melbourne, † 1992)

## Giocatori di baseball(1)
- Kelvin Herrera, ex giocatore di baseball dominicano (Tenares, n. 1989)

## Giocatori di football americano(9)
- Kelvin Banks Jr., giocatore di football americano statunitense (n. 2004)
- Kelvin Beachum, giocatore di football americano statunitense (Mexia, n. 1989)
- Kelvin Benjamin, giocatore di football americano statunitense (Belle Glade, n. 1991)
- Kelvin Clark, ex giocatore di football americano statunitense (Odessa, n. 1956)
- Kelvin Harmon, giocatore di football americano liberiano (Monrovia, n. 1995)
- Kelvin Joseph, giocatore di football americano statunitense (Baton Rouge, n. 1999)
- Kelvin Martin, ex giocatore di football americano statunitense (San Diego, n. 1965)
- Kelvin Pritchett, ex giocatore di football americano statunitense (Atlanta, n. 1969)
- Kelvin Sheppard, ex giocatore di football americano e allenatore di football americano statunitense (Atlanta, n. 1988)

## Maratoneti(1)
- Kelvin Kiptum, maratoneta keniota (Keiyo District, n. 1999 - Eldoret, † 2024)

## Piloti automobilistici(1)
- Kelvin van der Linde, pilota automobilistico sudafricano (Johannesburg, n. 1996)

## Politici(1)
- Kelvin Davis, politico neozelandese (Kawakawa, n. 1967)

## Skater(1)
- Kelvin Hoefler, skater brasiliano (Guarujá, n. 1994)

## Velocisti(1)
- Kelvin Masoe, velocista, lunghista e rugbista a 7 samoano (Satuiatua, n. 1999)